# Romna Wark
Romna Wark, ibland kallad Eleni, död efter 1478, var kejsarinna av Etiopien 1468–1478 som gift med kejsar Baeda Maryam I.  Hon var Etiopiens regent under sin son kejsar Eskenders omyndighet. Hon var troligen, såvitt känt, den första kvinna som regerat kejsardömet Etiopien.

## Biografi
Romna Wark gifte sig med Baeda Maryam I och blev mor till Eskender och 'Enkua 'Esra'el.
När hennes make avled 1478 blev hennes äldsta son Eskender kejsare vid sju års ålder, då hon enligt hans fars önskan lät föra honom från Mount Geshena och kröna honom i närvaro av den kungliga kaplanen Tasfa Giyorgis. På grund av hans ålder blev hon hans regent fram till hans myndighetsdag.

### Regent
Eskender beskrivs som "god, ren och älsklig", och hon fungerade som hans regent i samarbete med de höga tjänstemännen. Särskilt Tasfa Giyorgis blev en dominant figur under hennes regentskap; och oppositionen klagade över hans autokratiska inflytande under ledning av prästerna Abba Hasabo, Abba Amdu och Meeman, något som ledde till att hon lät bestraffa och förvisa många av de missnöjda.